# Tarsius dentatus
Tarsius dentatus (syn. T. dianae) är en art av spökdjur som lever på östra delen av centrala Sulawesi i Indonesien.  Vedertaget svenskt namn saknas, men i analogi med engelska, franska och tyska kunde den kallas Dianaspökdjur. Arten upptäcktes först 1921, och återupptäcktes sedan 1991 varvid den fick ett nytt namn, T dianae. Snart insåg man dock att de två namnen var synonyma, och T. dentatus har prioritet. Bevarandestatus: Sårbar

## Anatomi
Tarsius dentatus är en liten primat, 118 mm lång exklusive svansen, och väger 95-135 gram En hona var med en vikt av 105 g lättare än en hanne som vägde 118 g. Den har samma stora ögon anpassade för nattsyn som övriga spökdjur, och samma långa bakben anpassade för långa språng mellan träden.
Jämförd med spökdjur från norra Sulawesi är artens päls mer gråaktig och svansen är längre i förhållande till bålen.

## Ekologi
Liksom övriga spökdjur är Tarsius dentatus ett rent rovdjur, som jagar på natten och främst lever på insekter (skalbaggar, gräshoppor, fjärilar med mera) och små ryggradsdjur.  Den lever varhelst det finns tillräckligt tät undervegation, i regnskog, mangroveskog, och även i plantager och andra störda miljöer.  Socialt lever den i små familjegrupper om 2-7 individer, som kan vara monogama eller polygama.
Ofta hörs två exemplar tillsammans skrika under skymningen och/eller gryningen. Det 1,1 till 1,8 hektar stora reviret markeras med doftämnen från körtlarna vid buken och nosen samt med urin.